# Квалификации за Световното първенство по футбол 2006 (УЕФА)
Квалификациите в зона Европа за Световното първенство през 2006 се състои от 51 отбора, състезаващи се общо 13 места. Домакинът Германия се класира по право и е четиринайсетият участник от Европа. Отборите са разделени в 8 квалификационни групи – 3 с по 7 отбора и 5 с по 6 отбора. Квалификациите стартират на 18 август 2004 и завършват на 16 ноември 2005 година.

## Жребий
| Урна 1                                                                       | Урна 2                                                                                    | Урна 3                                                                              | Урна 4                                                                                     | Урна 5                                                                                    | Урна 6                                                                                            | Урна 7                            |
| ---------------------------------------------------------------------------- | ----------------------------------------------------------------------------------------- | ----------------------------------------------------------------------------------- | ------------------------------------------------------------------------------------------ | ----------------------------------------------------------------------------------------- | ------------------------------------------------------------------------------------------------- | --------------------------------- |
| Франция · Португалия · Швеция · Чехия · Испания · Италия · Англия · Турция · | Нидерландия · Хърватия · Белгия · Дания · Русия · Република Ирландия · Словения · Полша · | България · Румъния · Шотландия · Сърбия · Швейцария · Гърция · Словакия · Австрия · | Украйна · Исландия · Финландия · Норвегия · Израел · Босна и Херцеговина · Латвия · Уелс · | Унгария · Грузия · Беларус · Кипър · Естония · Северна Ирландия · Литва · БЮР Македония · | Албания · Армения · Молдова · Азербайджан · Фарьорски острови · Малта · Сан Марино · Лихтенщайн · | Андора · Люксембург · Казахстан · |